# Gryllotalpa major
Gryllotalpa major is een rechtvleugelig insect uit de familie veenmollen (Gryllotalpidae). De wetenschappelijke naam van deze soort is voor het eerst geldig gepubliceerd in 1874 door Saussure.
1. ↑  (en) Gryllotalpa major op de IUCN Red List of Threatened Species.